# Tailleur Chanel

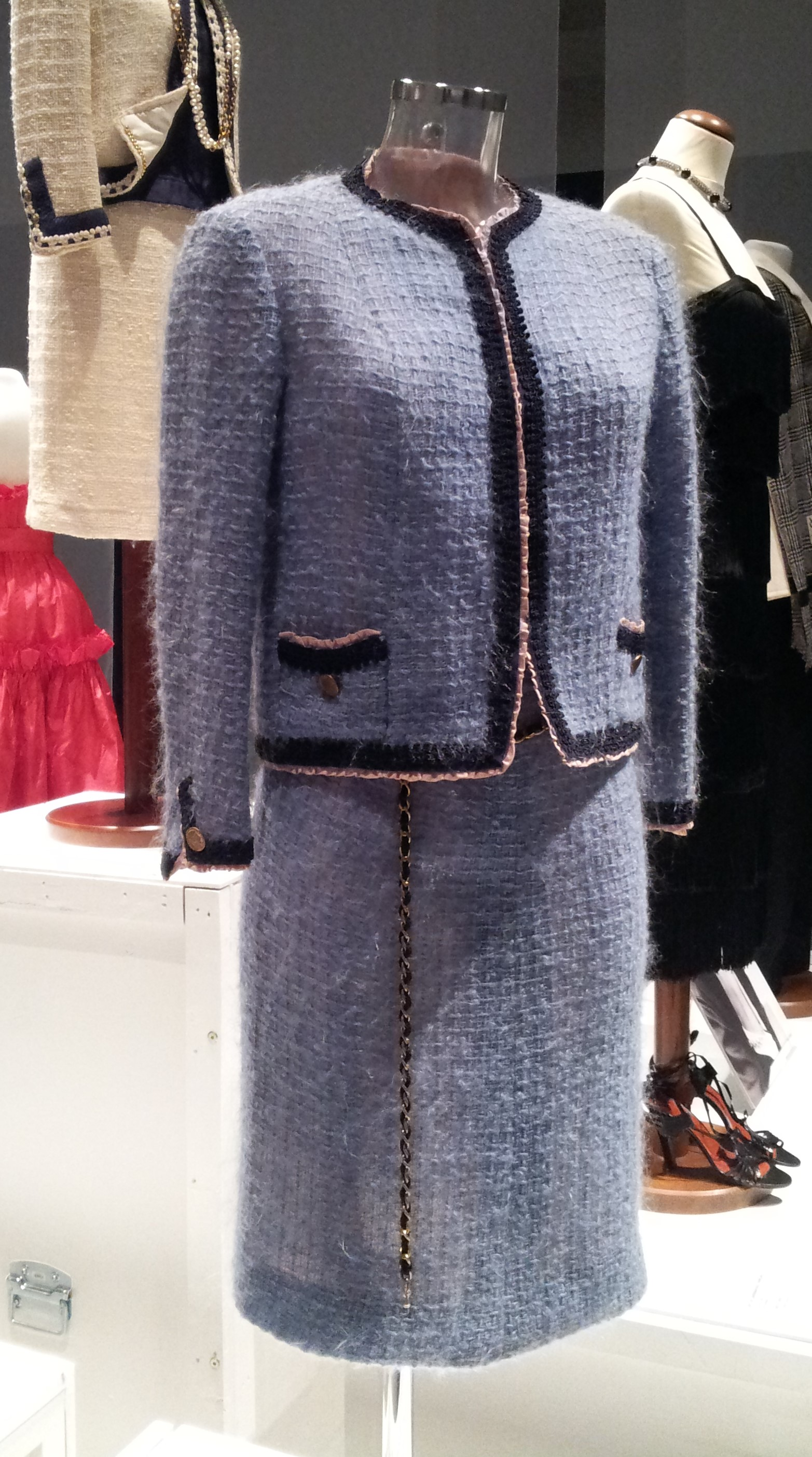
Un tailleur Chanel 1965.

Un tailleur Chanel est un tailleur créé à Paris par Coco Chanel, après la réouverture de sa maison en 1954. Il est traditionnellement en tweed et composé d'une veste à double boutonnage et d'une jupe crayon s'arrêtant au niveau des genoux.

## Historique

### Années 1950
En 1953, le siège du 31, rue Cambon de la maison Chanel, qui a fermé juste avant la Seconde Guerre mondiale, est en travaux pour ouvrir de nouveau ses portes. Bureaux, ateliers, boutiques, ainsi que l'appartement de « Mademoiselle » sont rénovés. Les raisons du retour de la couturière sont multiples. Mais surtout, Gabrielle Chanel, prônant depuis toujours une mode « pratique » pour une femme moderne et élégante, s'oppose aux couturiers qui triomphent à cette époque tels Dior ou Balenciaga et la mode corsetée allant à l'encontre des femmes libérées ayant joué un rôle durant la Guerre.
Le 5 février 1954, elle présente une collection de 130 créations dont son tailleur en tweed gansé,. Le tailleur Chanel se veut, selon la couturière, un vêtement indémodable, pouvant convenir aussi bien pour la journée que le soir simplement par le fait de changer d'accessoires ; le tout hors de la mode de l'époque. Sa tenue « toujours impeccable » et son confort sont directement inspirés du vestiaire des hommes : Roland Barthes écrit en 1967 dans Marie Claire que « le costume masculin et le tailleur chanélien ont un idéal commun : la distinction ». : Karl Lagerfeld précise que : « La veste Chanel est ainsi une veste d'homme qui est devenue un vêtement typiquement féminin, qui a traversé cette frontière et qui est définitivement devenu le symbole d'une certaine élégance féminine nonchalante, indémodable et hors du temps, c'est-à-dire de tous les temps. » Ce tailleur symbolise le retour aux affaires de Coco Chanel après plusieurs années passées en Suisse. Mais le passé de la couturière durant la Guerre, ainsi que l'hégémonie des silhouettes héritées du New Look de Dior, fait que le retour de la couturière n'est pas un succès immédiat alors que les attentes des journalistes étaient fortes : la presse européenne, surtout française et anglaise, — à l'exception du magazine Elle et sa rédactrice en chef Hélène Lazareff — accueille très mal sa collection, : un « fiasco », un « flop », des modèles austères trop « décalés » de l'époque. De son côté, la presse américaine toute puissante, à l'image des magazines Life, qui parlera de « Chanel Look », ou Vogue surtout, lui apporte son soutien et les commandes arrivent en quantité des États-Unis. Ce succès, notamment aux États-Unis au départ fait que dès l'année suivante, le tailleur devient un classique et se voit largement copié ; la multiplication de ces copies va finir par faire de ce tailleur un « symbole d'une bourgeoisie un peu traditionnelle », mais également un symbole de l'élégance « intemporelle » parfois associé à l'image de la Parisienne. Dans les années 1960, Anouk Aimée ou  Romy Schneider s'affichent avec ce vêtement ; bien plus tard, ce sera Lady Diana. Le 22 novembre 1963, John F. Kennedy est assassiné à Dallas ; Jacqueline Kennedy à ses côtés porte un tailleur Chanel rose.
Le tailleur Chanel correspond à des principes spécifiques de la maison de couture : une jupe étroite et droite s'arrêtant aux genoux, des tweeds exclusifs, une technique pour les manches très particulière ainsi que leur fente au poignet, une petite chaine en or qui permet de plomber le bas de la veste et lui garder la même tenue en permanence, une veste droite, souple et carrée (non cintrée) à poches plaquées, avec des boutons décorés et dorés, les bords gansés, ainsi que de nombreuses autres astuces, et le plus souvent assorti à des chaussures bicolores. Le montage du tissu se fait avec une doublure, avec surpiqure apparente, à laquelle est assorti le chemisier ou le corsage. Ce tailleur est inspiré de l'uniforme tyrolien du bagagiste de l'hôtel de Salzbourg où Coco Chanel a passé un moment. Sans être systématique, la plupart des vestes sont sans col. Vogue écrit en 1959 : « Chaque tailleur recèle les secrets du luxe de Chanel, et ce luxe tient à des détails ».

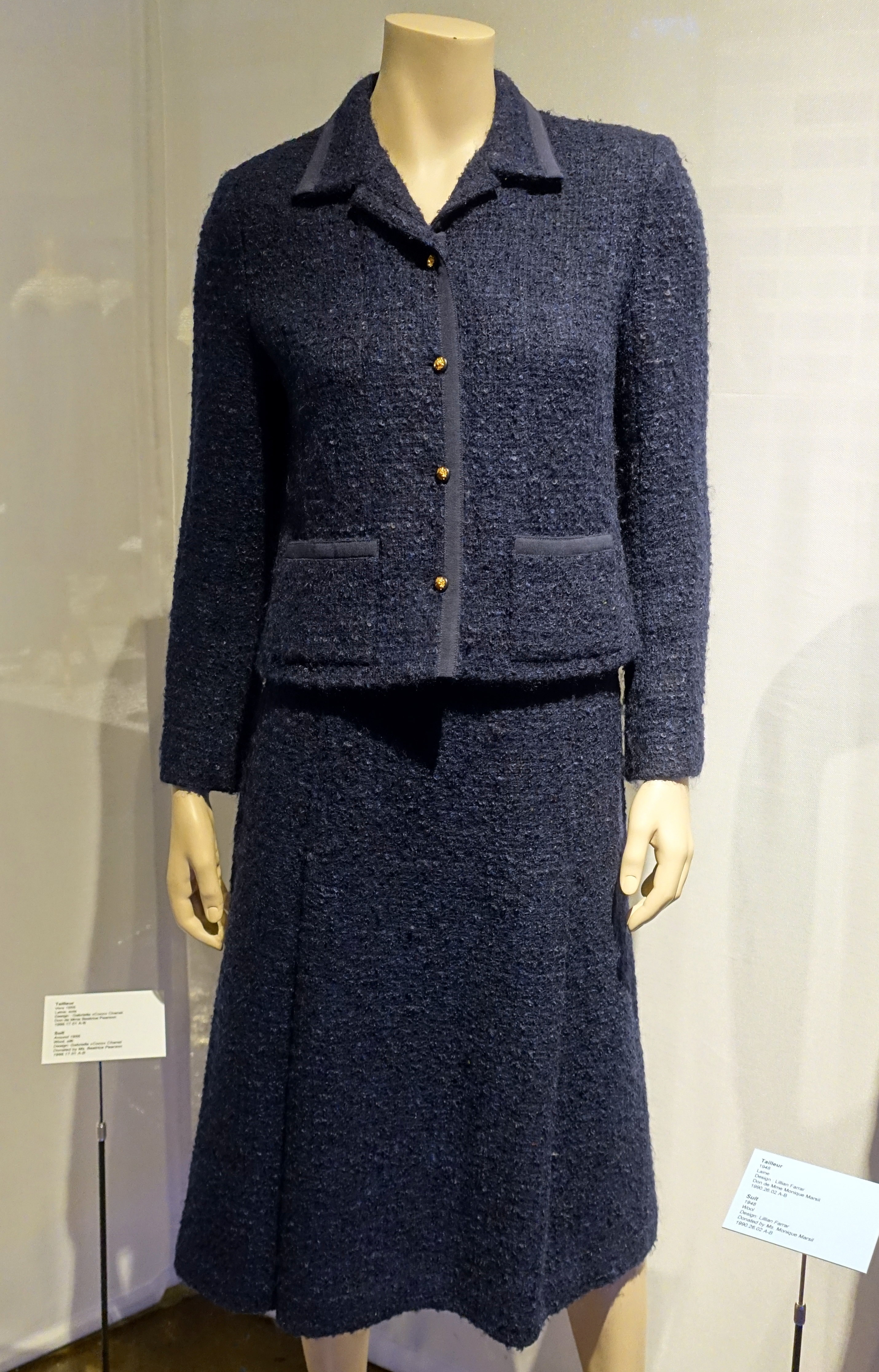
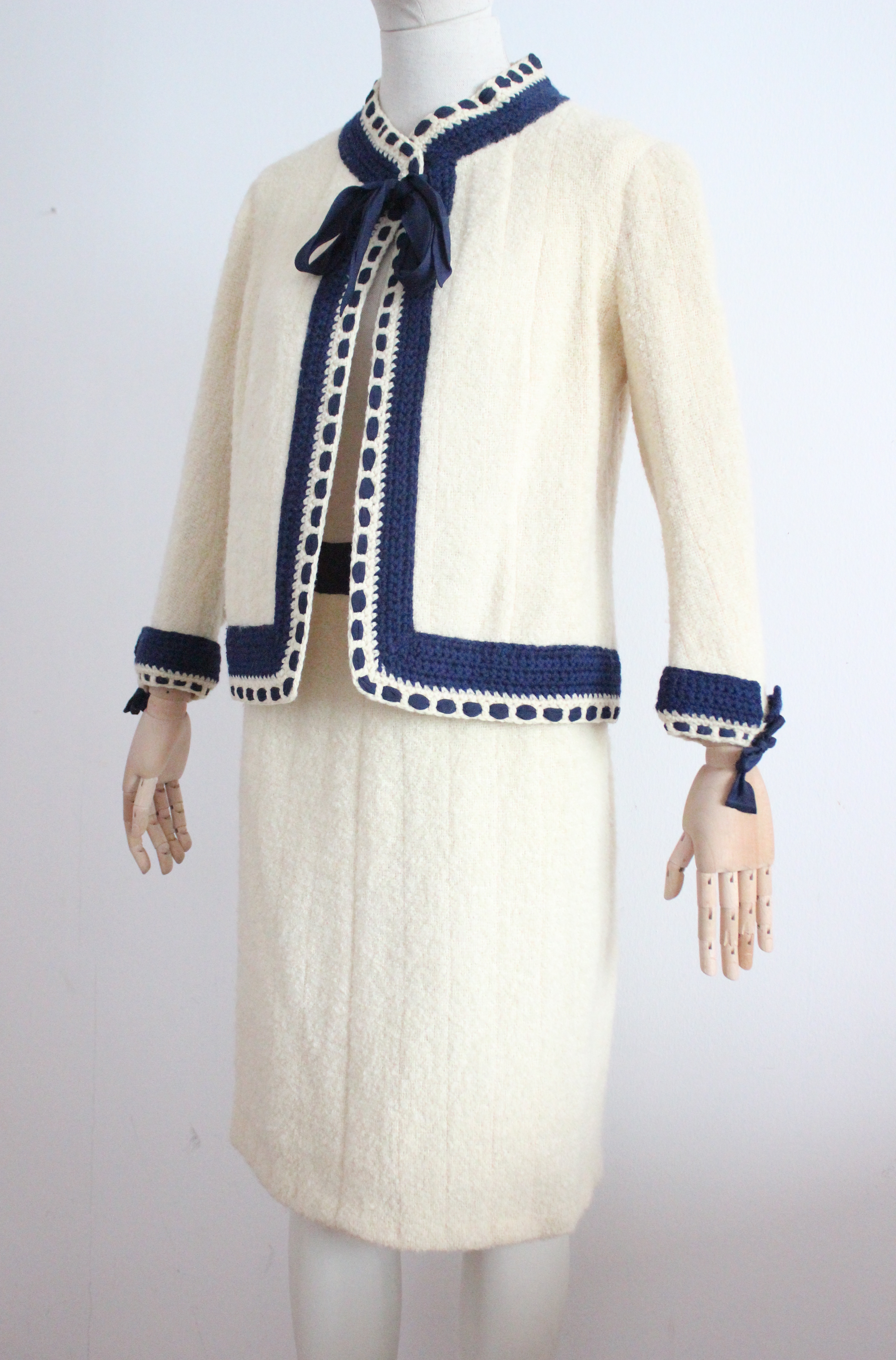
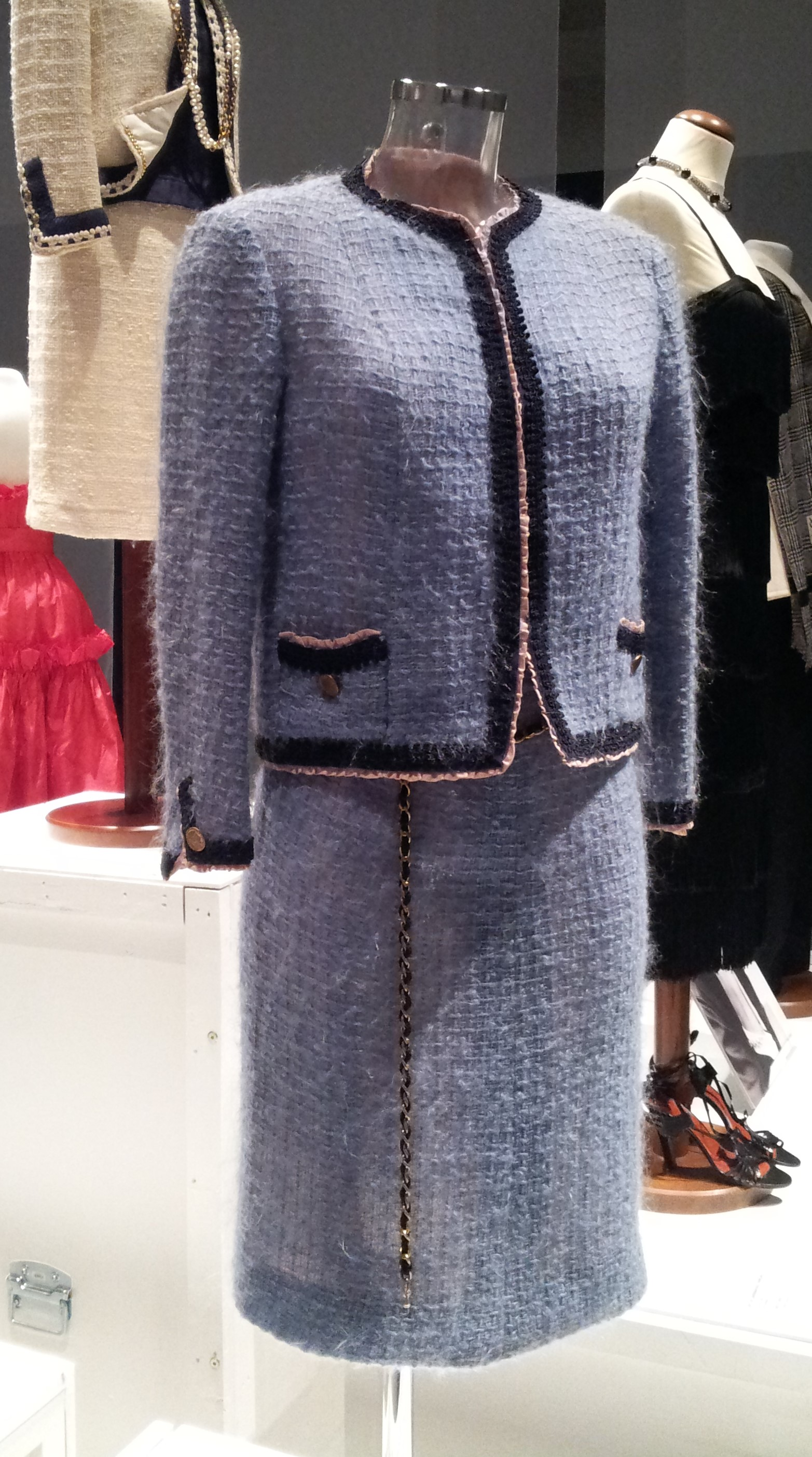
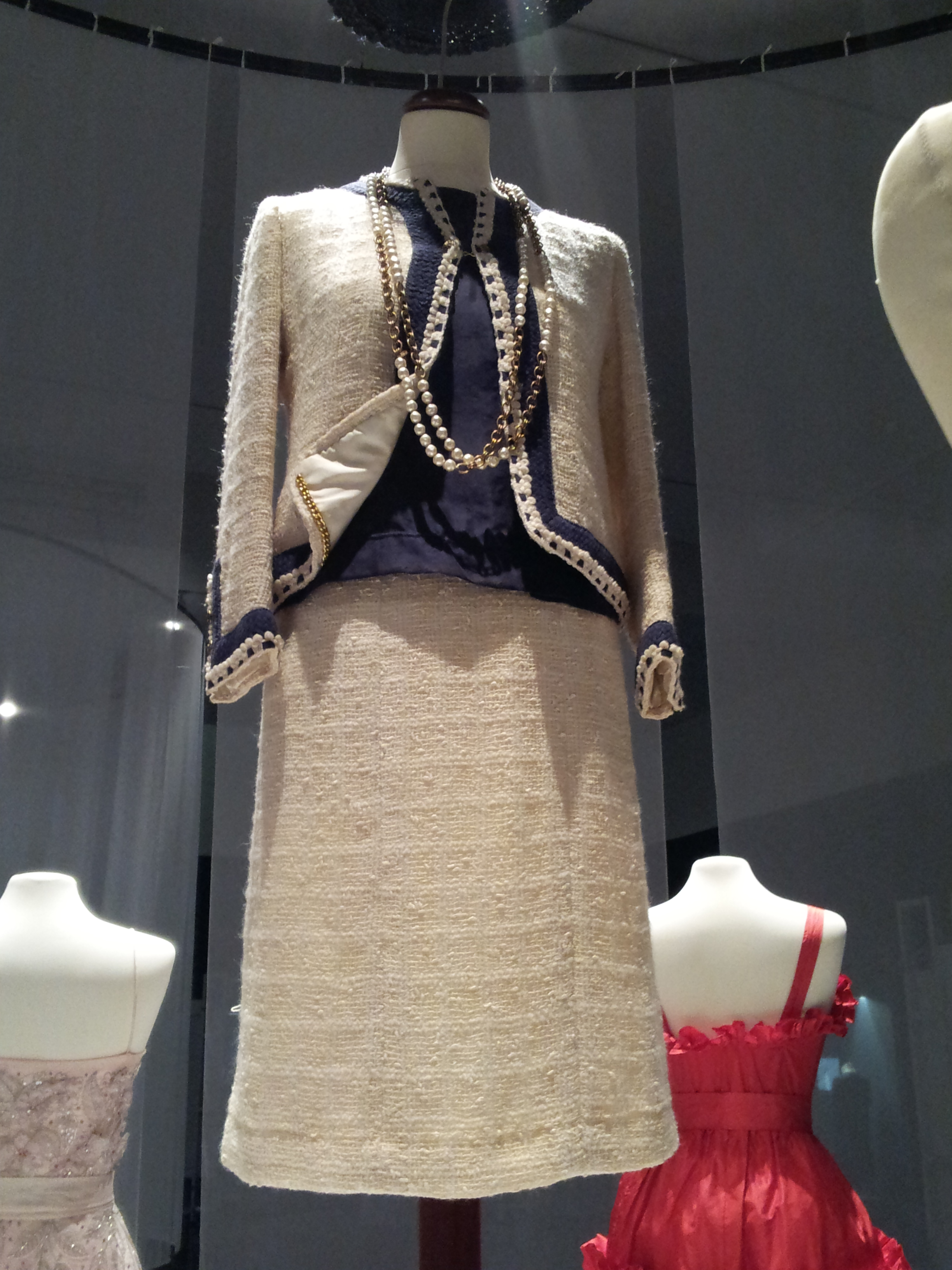
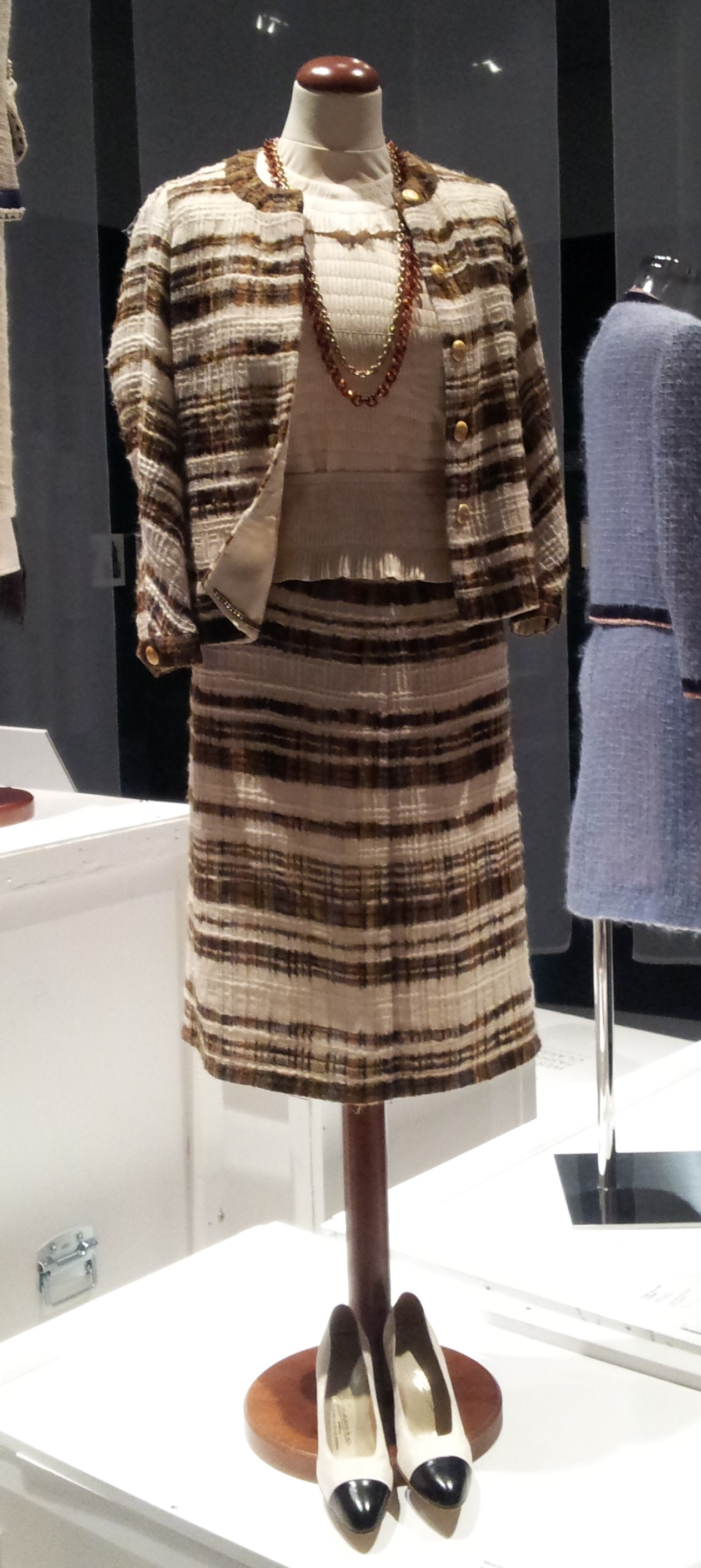
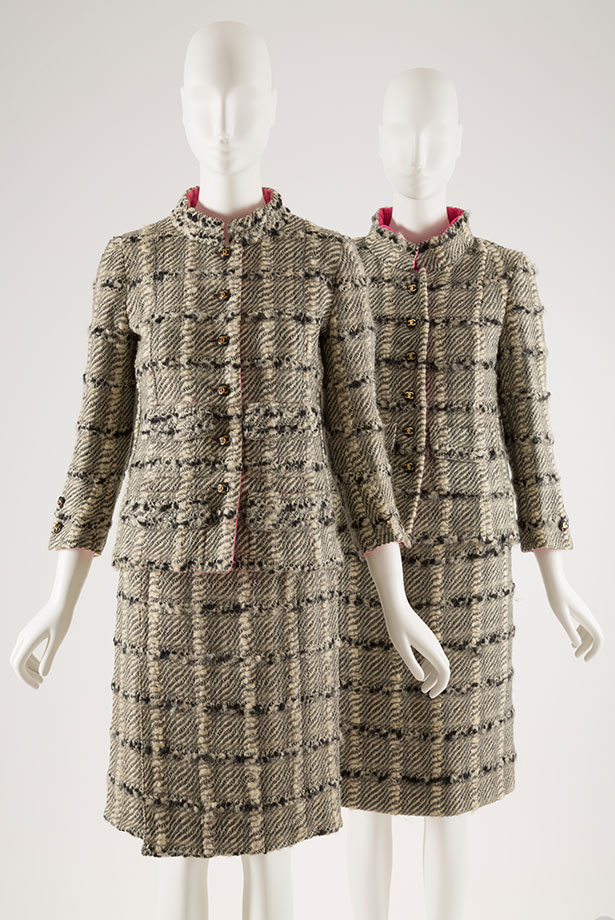
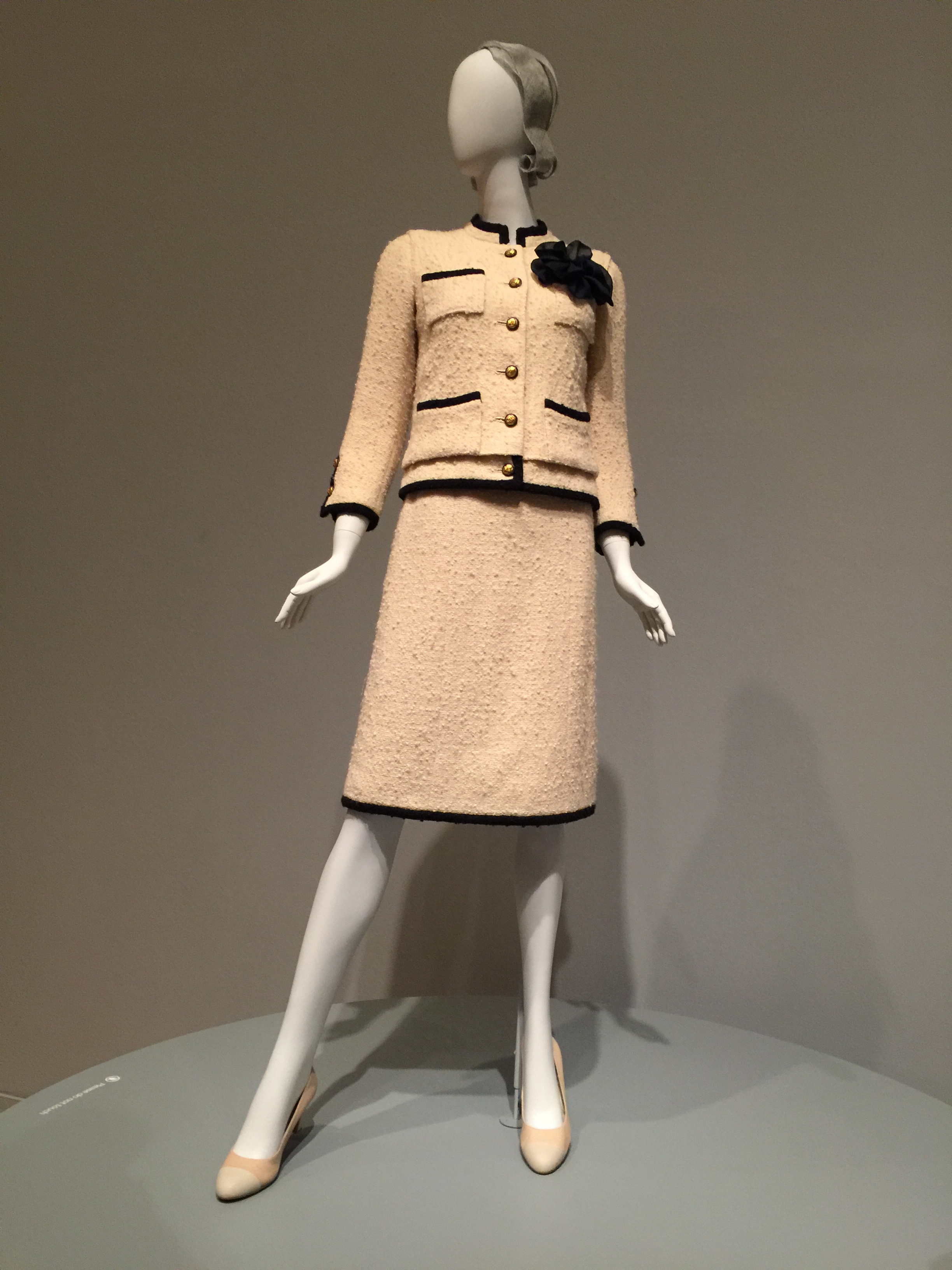

### Années 1980

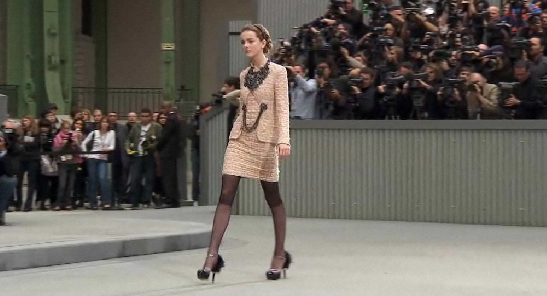
Défilé Chanel 2009.

Dans les années 1980, Karl Lagerfeld prend la direction artistique de la maison et engage Inès de La Fressange qui, personnifiant l'image de nonchalance de Chanel, portera régulièrement le tailleur. Il remet au goût du jour le désormais « classique » tailleur. Si les éléments principaux souhaités par la fondatrice sont toujours là, tel que la veste en tweed, le foulard de soie, le sac — le plus souvent un 2.55 —, la ceinture en chaines, la fleur dans les cheveux ou parfois un chapeau, Karl Lagerfeld n'hésite pas à renouveler les ensembles,, en mixant le tailleur avec des jeans, du cuir, ou de la fausse fourrure, parfois jusqu'à la parodie. Pour la collection haute couture printemps/été 2008 au Grand Palais, le défilé de la maison Chanel débute par une gigantesque veste grise d'environ 25 m de haut. Les mannequins sortent un à un par le pan entrouvert de cette veste.
Tous ces tailleurs créés et réinventés au cours des années sont considérés comme « les uniformes de l'élégance » et Gabrielle Chanel restera célèbre dans l'histoire pour ses petites robes noires, ainsi que ses tailleurs résumant ses préceptes où le style et l'aspect pratique doivent aller de pair. En 2015, Chanel introduit les tailleurs créés avec des techniques laser et 3D (frittage sélectif par laser), et fait défiler des robots en tailleurs Chanel l'année suivante.